# 狭叶委陵菜
狭叶委陵菜（学名：Potentilla stenophylla）为蔷薇科委陵菜属的植物，其种加词“stenophylla”意为“窄叶的”。中国特有植物。分布于中国大陆的云南、四川、西藏等地，生长于海拔2,700米至4,500米的地区，多生长于山坡草地和多砾石地，目前尚未由人工引种栽培。
现为狭叶蕨麻 Argentina stenophylla (Franch.) Soják的异名。